# 제시카 헤프
제시카 헤프(Jessica Heap, 1983년 3월 4일 ~ )는 미국의 배우, 텔레비전 배우, 영화배우이다.
배턴루지에서 태어났다.

## 영화
- 스프링 브레이크 '83 (2014년) - 호티 #2 역
- 월드 인베이젼 (2011년) - 제시 역
- 시너스 앤 세인츠 (2010년) - 벡키 역
- 저니 투 프로메티아 (2010년) - 아리아 역
- 테르본 (2010년)
- 트랜스 (2009년)
- 필립 모리스 (2009년)
- 뮤턴트 (2008년)
- 팹 파이브 : 더 텍사스 치어리더 스캔들 (2008년) - 제리 블랙번 역
- 미들 오브 노웨어 (2008년)
- 미트 더 스파르탄 (2008년)
- 칼리지 (2008년)